# 托马斯·莫德利
托马斯·B·莫德利（英語：Thomas B. Modly）是一位美国商人、政府官员和退役美國海軍軍官，2019年11月25日後曾以海軍部次長身分暫代美国海军部长職務。莫德利成長於俄亥俄州克里夫蘭，畢業自美國海軍學院1983年班、喬治城大學和哈佛商學院，於美國海軍擔任過7年軍官，曾為現役直升機飛行員。
2019冠狀病毒病疫情期間，美國羅斯福號航母數百名官兵出現感染，羅斯福號航母艦長布雷特·克罗泽要求讓官兵上岸疏散，但是遭到其上級拒絕。隨後布雷特·克罗泽將航母疫情向外界透露。4月2日，莫德利解除布雷特·克罗泽職務。美國参议院军事委员会的民主党议员杰克·里德批評莫德利不顾海军其他将领的建议解除了克罗泽的职务。   
2020年4月6日上午，莫德利登上羅斯福號航母，当着航母上官兵的面批评布雷特·克罗泽天真、愚蠢，沒資格當航空母艦指揮官。結果這一講話引發航母上官兵強烈不滿，官兵認為布雷特·克罗泽只是想幫助大家，甚至有官兵在莫德利訓話時私下對其爆粗口，將其講話錄下並發佈到社交媒體上。录音曝光后，莫德利遭到美国众议院議長南希·佩洛西、眾議院军事委员会主席亚当·史密斯等民主黨議員的批評。莫德利對此一度拒絕讓步。   
4月6日晚，莫德利向羅斯福號航母的舰员以及布雷特·克罗泽本人道歉。   
4月7日，莫德利向美國国防部长马克·埃斯珀提交了辞职信，並獲得批准。